# Пудуккоттай
Пудуккоттай (англ. Pudukkottai) — город в индийском штате Тамилнад. Административный центр округа Пудуккоттай. Средняя высота над уровнем моря — 99 метров. По данным всеиндийской переписи 2001 года, в городе проживало 125 843 человека. Пудуккоттай расположен в 350 км от Тутикорина и в 50 км от Тируччираппалли, где находится ближайший аэропорт.